# Prestav

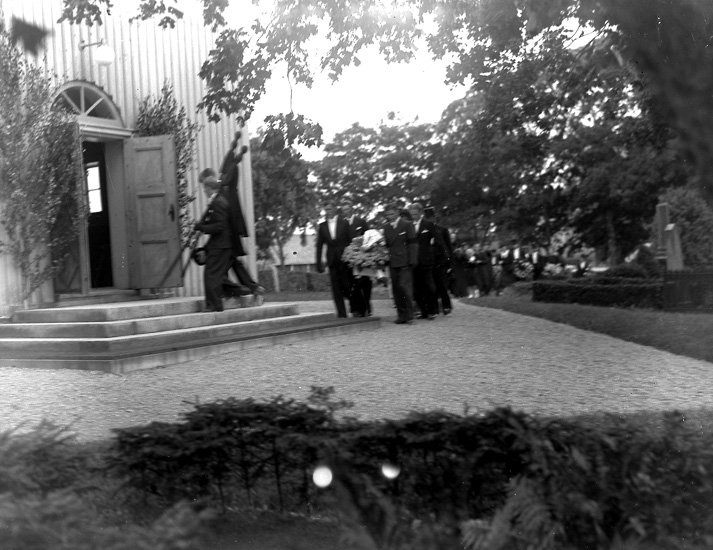
En begravningsprocession vid Foss kyrka i Bohuslän på 1950-talet. På trappan syns de två marskalkarna med sina prestaver.

En prestav (ryska pristav: uppsyningsman) är en marskalk vid en procession, särskilt i begravningståg. Även prestavens, vid begravning florbehängda, stav kallas prestav. Att få bära prestav vid en begravning var en ära för den som utsågs till marskalk, och förekomsten av prestav ett sätt att visa en särskild hedersbetygelse för den döde.

## Sverige
Prestaven vid begravningar var i Sverige från början (Johan III, 1592) ett kungligt prerogativ men spreds till adel och ämbetsmän under 1600- och 1700-talen. På 1950-talet hade bruket sin största frekvens som sed inom alla socialgrupper, men fanns då bara sydväst om en linje Värmland till sydöstra Småland. Bruket har sedan slutet av 1900-talet i stort sett upphört.